# Wilhelm von Bismarck (Landrat)
Ludolf August Wilhelm von Bismarck (* 15. August 1867 in Stendal; † 24. Juni 1935 in Jestädt) war ein preußischer Landrat.

## Herkunft und familiäres Umfeld

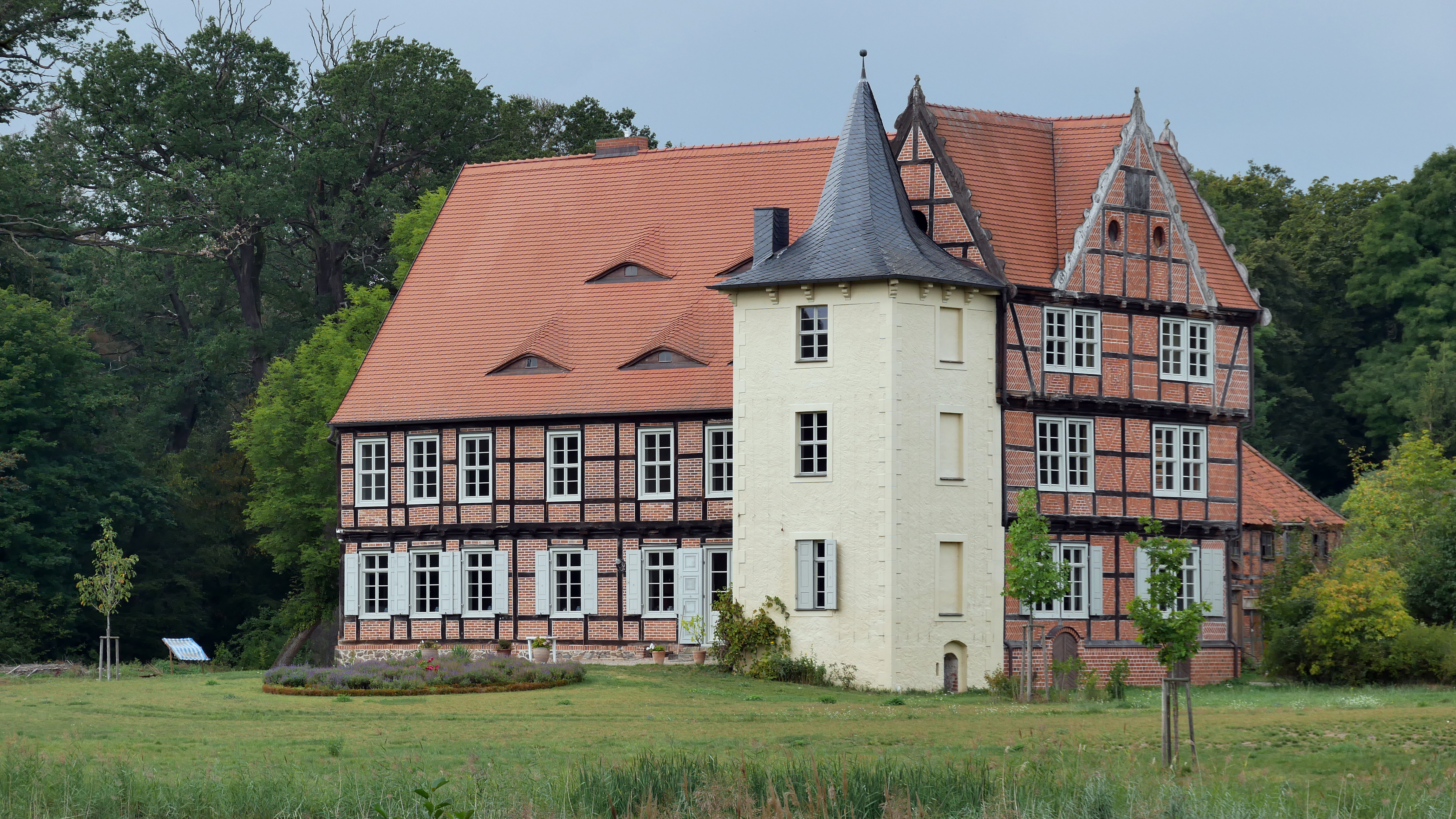
Herrenhaus Briest heute

Wilhelm von Bismarck entstammte dem Zweige Briest des altmärkischen uradeligen Geschlechts derer von Bismarck, das in der Mark Brandenburg und anderen preußischen Provinzen weit verbreitet ist und in Stendal seinen Ursprung hatte und dort im Rat der Stadt saß, bis es mit dem markgräflich brandenburgischen Rat, Hofmeister und Kanzler Nikolaus (Claus) von Bismarck (um 1308–1377) mit Burgstall belehnt und damit landsässig wurde.
Wilhelm von Bismarck war der älteste Sohn des königlich preußischen Wirklichen Geheimrates, Landrates und Landeshauptmannes der Altmark Ludolf August von Bismarck (1834–1924), Fideikommissherrn auf Briest und Herrn auf Welle, und der Elisabeth Woldeck von Arneburg (1842–1882).

## Berufliche Tätigkeit

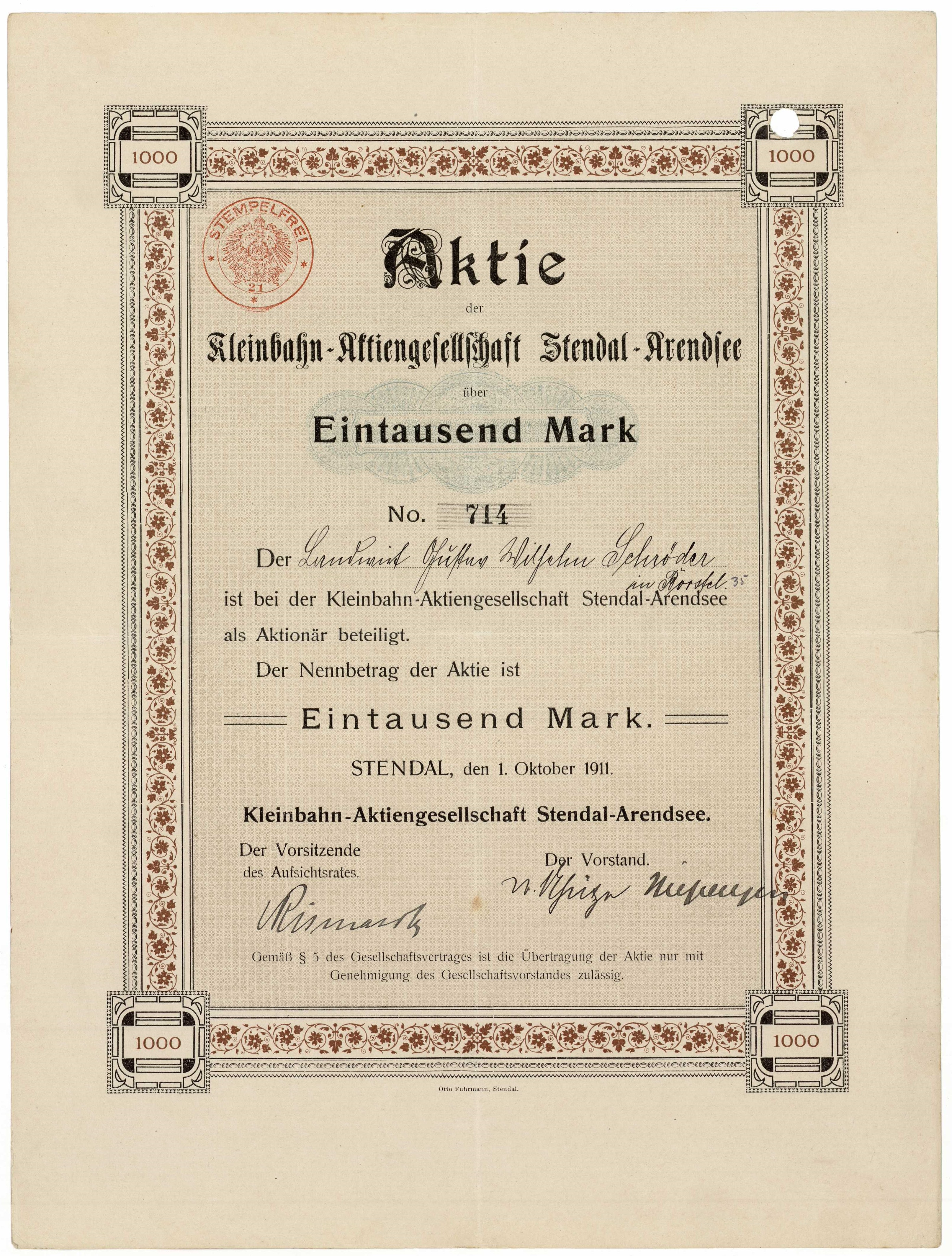
Namensaktie der Kleinbahn-AG Stendal-Arendsee vom 1. Oktober 1911 mit Unterschrift des Aufsichtsratsvorsitzenden Landrat Wilhelm von Bismarck

Wilhelm von Bismarck trat nach dem Studium der Rechte in den preußischen Verwaltungsdienst ein und wurde schließlich wie schon sein Vater königlich preußischer Landrat des Kreises Stendal. Nach dem Tode seines Vaters erbte er dessen Fideikommissgut Briest, während das ebenfalls seinem Vater gehörige Gut Welle im Kreis Stendal, das nicht zum Fideikommiss gehörte, an seinen jüngeren Bruder Bernhard Ludolf von Bismarck (1876–1935), königlich preußischer Major, ging.

## Familie
Verheiratet war Wilhelm von Bismarck mit Edith Gräfin von der Schulenburg (* 15. September 1881 in Kölleda; † 6. November 1970 in Göttingen), der ältesten Tochter des königlich preußischen Oberpräsidenten und Landrates a. D. Friedrich von der Schulenburg, Fideikommissherr auf Angern. Die Trauung fand am 27. Juni 1903 in Wülfingerode statt, wo die Freiherren von Angern-Stilcke, die Familie seiner Schwiegermutter, ein Rittergut besaßen. Der Ehe entsprossen vier Söhne und drei Töchter; seine Tochter Melanie heiratete den Komponisten Ralf von Saalfeld. Er war Mitglied des Corps Saxonia Göttingen.